# Flugplatz Husum-Schwesing

i7
i11
i13

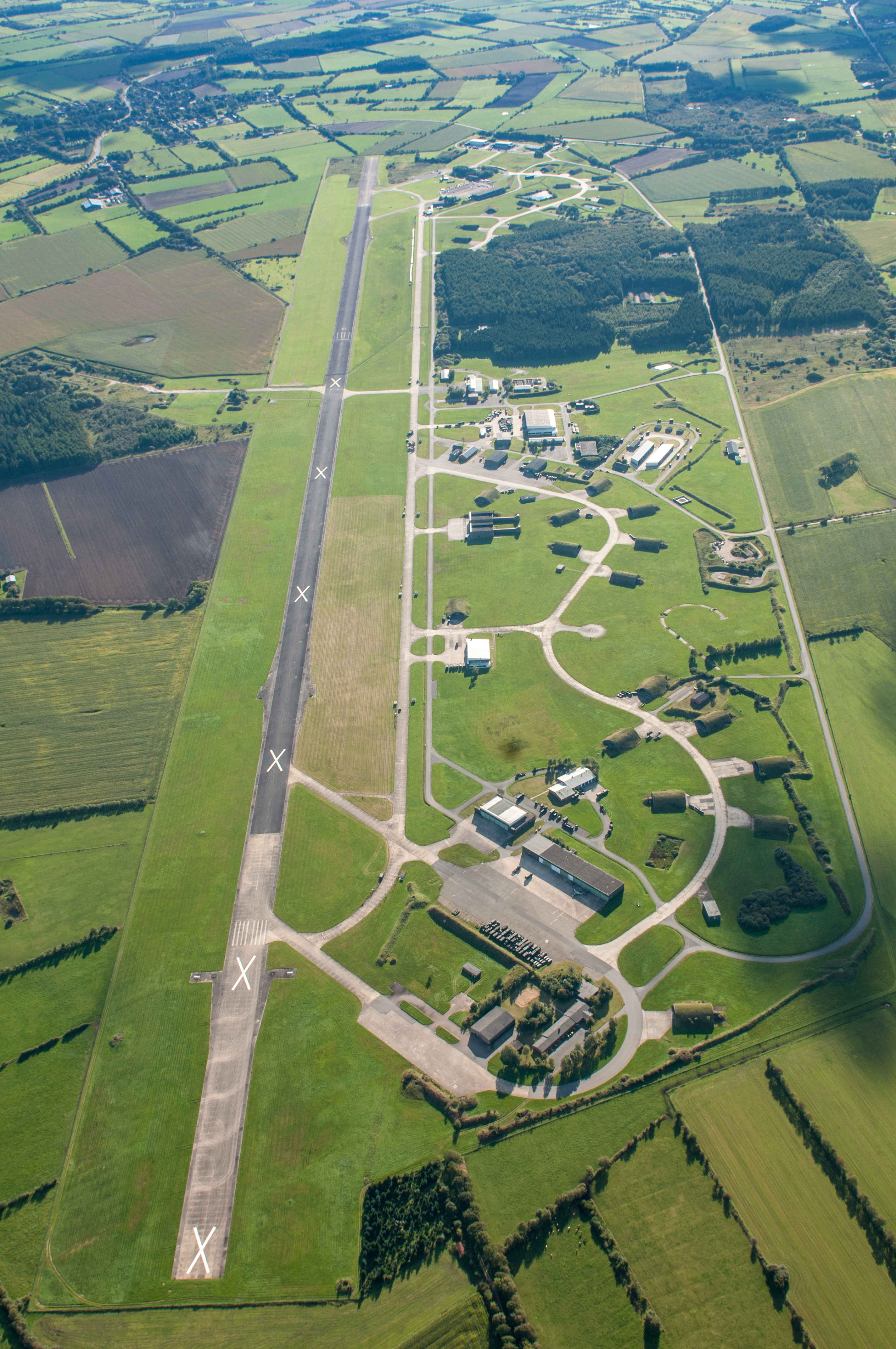
Start- und Landebahn, oben der zivil und unten der militärisch genutzte Teil

Der Flugplatz Husum-Schwesing (IATA-Code: QHU, ICAO-Code: EDXJ) ist ein Verkehrslandeplatz in der Nähe von Husum.
Er ist aus einem Teil des inzwischen inaktiven Fliegerhorsts Husum hervorgegangen, ein anderer Teil wird nach wie vor durch die Luftwaffe als Standort einer Flugabwehrraketengruppe genutzt.

## Geschichte
Die Ursprünge der Fliegerei in Husum reichen bis Anfang der 1930er Jahre zurück, als der Flugplatz Husum-Narrenthal im Norden Husums als zivil genutztes Flugfeld entstand. Der noch heute existierende Flugplatz Husum-Schwesing wurde in den Jahren 1938/1939 angelegt. Für die Arbeiter wurde nahe dem Dorf Schwesing ein Reichsarbeitsdienstlager errichtet. Nach dem Abzug des Arbeitsdienstes, die Luftwaffe sah nach der Besetzung Dänemarks und Norwegens von der Einrichtung eines zweiten Flugplatzes in Husum ab, diente das Lager 1940 vorübergehend als Sammelstelle für Soldaten und im Herbst 1944 als Konzentrationslager. Die Luftwaffe stationierte in Husum-Schwesing im weiteren Verlauf des Zweiten Weltkrieges allerdings Flugzeugattrappen, um die von der Nordsee einfliegenden alliierten Bomberverbände zu irritieren.
Die British Air Force of Occupation (BAFO) begann dann im Laufe des Jahres 1947 mit der Instandsetzung des Geländes in Schwesing und der Einrichtung eines vollwertigen Militärflugplatzes; zu einer Stationierung fliegender RAF-Verbände kam es dann jedoch nicht.
Erst nach Gründung der Bundeswehr wurde der Flugplatz als Fliegerhorst Husum (nach der nächstgelegenen Stadt) im Grenzbereich der Gemeinden Schwesing und Immenstedt aktiviert. Diese Nutzung hatte bis Anfang der 1990er Jahre Bestand. Im Anschluss daran wurde der südwestliche Teil der Liegenschaft ausgegliedert und in eine zivile Nutzung überführt. Dieser Teil besteht aus dem südwestlichen Teil der Landebahn und einem Teil der dazugehörigen für den Luftfahrtbetrieb notwendigen Infrastruktureinheiten (Tower, Hangar, Rollfeld und -bahnen). Der nordöstliche Teil des ehemaligen Fliegerhorstes ist eine Liegenschaft der Bundeswehr und wird von der in der Husumer Fliegerhorstkaserne beheimateten FlugabwehrRaketenGruppe 26 genutzt.

## Betrieb
Betreiber des Flugplatzes ist die Flughafen Husum GmbH & Co. KG, deren Gesellschafter die Stadt Husum, die Husumer Wirtschaftsgemeinschaft und weitere private Unternehmen und Personen sind. Er ist für Flugzeuge bis 14 Tonnen und Hubschrauber bis 10 Tonnen Abfluggewicht zugelassen und wird überwiegend von Motorflugzeugen benutzt. Südöstlich der asphaltierten Start- und Landebahn befindet sich darüber hinaus ein Grasstreifen, der ausschließlich für die Segelflugnutzung zur Verfügung steht.
Der vor einigen Jahren auf dem Flugplatz etablierte „Heliport Westcoast“ erfüllt zunehmend wichtige Serviceaufgaben im Umfeld der Offshore-Windenergiegewinnung. Von Husum aus versorgen Helikopter Windparks und Konverterstationen auf der Nordsee mit Service- und Wartungspersonal. Husum-Schwesing versorgt auch die Forschungsstation FINO 3.

### Besonderheiten
Eine Besonderheit ist, dass die Start- und Landebahn an der Grenze zwischen dem zivilgenutzten, südlichen Teil und dem von der Bundeswehr genutzten, nördlichen, durch einen Zaun in der Mitte getrennt ist, wobei nur der südliche Teil in Betrieb ist.